# Нова Слободка (Мелеузівський район)
Нова Слобо́дка (рос. Новая Слободка, башк. Яңы Слободка) — присілок у складі Мелеузівського району Башкортостану, Росія. Входить до складу Корнієвської сільської ради.
Населення — 14 осіб (2010; 3 в 2002).
Національний склад:
- росіяни — 100%